# بافي قاتلة مصاصي الدماء
بافي قاتلة مصاصي الدماء (Buffy the Vampire Slayer) هو مسلسل تلفزيوني أمريكي قصته مبنية على الفيلم الذي أنتج بنفس الاسم عام 1992. المسلسل من كتابة وإخراج جوس ويدن. يسمى المسلسل غالباً بتسمية أقصر وهي بافي. المسلسل يعرض الحياة اليومية لشخصية "بافي سامرز"، وهي فتاة مراهقة تقاتل مصاصي الدماء والشياطين والأعداء الآخرين. أهم الممثلين في المسلسل هم: ساره ميشيل غيلار، وأليسون هانيغان، ونيكولاس بريندون، وأنتوني ستيوات هيد. عرض المسلسل لأول مرة في عام 1997. أنتجت منه سبعة أجزاء.
ساره ميشيل غيلار تمثل الشخصية الرئيسية في المسلسل وهي «بافي». بافي كانت طالبة مدرسة ثانوية عادية من المدينة الخيالية سنيدال، كاليفورنيا، ولكنها «قاتلة لمصاصي الدماء». قلتة مصاصي الدماء هم أشخاص يتمتعون بالقوة والسرعة فوق طاقة البشر. كان مصيرهم الذي حتم عليهم أن يكونوا أعداء الشياطين الشريرة ومصاصي الدماء. قتلة مصاصي الدماء متدربون من قبل رجل يدعى «المراقب»، ومراقب بافي كان رجلاً بريطانياً اسمه «جايلز». بمساعدة جايلز وأصدقائها، كساندر وويلو، بافي قاتلت وحشاً مختلفاً في كل حلقة.
بافي وأصدقائها كان لا بد منهم أن يذهبوا إلى المدرسة ويظهرون بوضع طبيعي لعوائلهم بينما يقاتلون مصاصي الدماء والوحوش في الليل.
المسلسل قد حصل على إشادة نقدية من نقاد التلفزيون الأمريكي وأيضاً تم إضافته إلى أفضل المسلسلات التلفزيونية على الإطلاق.
وهو كان يعرض في قناة WB كانت شهرته بارزة بالنسبة للقناة الجديدة مقارنة بالقنوات الضخمة (NBC, FOX, ABC, CBS).

## الشخصيات
| الممثل (ة)         | الشخصية        | عدد الحلقات |
| ------------------ | -------------- | ----------- |
| سارة ميشيل غيلار   | بافي سمرز      | 145         |
| نيكولاس بريندون    | زاندر هاريس    | 145         |
| أليسن هانيغان      | ويلو روزينبيرغ | 144         |
| أنتوني هيد         | روبرت جيلز     | 123         |
| جيمس مارسترز       | سبايك          | 97          |
| إيما كولفيلد       | أنيا           | 85          |
| ميشيل تراتشتينبيرغ | داون سمرز      | 66          |
| كريستين سوذرلاند   | جويس سمرز      | 58          |
| كاريزما كاربنتر    | كورديليا تشيز  | 57          |
| ديفيد بوريناز      | أنجل           | 57          |
| أمبر بينسون        | تارا           | 47          |
| سيث غرين           | أوز            | 40          |
| مارك بلوكاس        | ريلي فين       | 31          |

## المواسم والحلقات
| الموسم | الموسم | الحلقات | البث الأساسي   | البث الأساسي  |
| الموسم | الموسم | الحلقات | العرض الأول    | خاتمة الموسم  |
| ------ | ------ | ------- | -------------- | ------------- |
|        | 1      | 12      | 10 مارس 1997   | 2 يونيو 1997  |
|        | 2      | 22      | 15 سبتمبر 1997 | 19 مايو 1998  |
|        | 3      | 22      | 29 سبتمبر 1998 | 13 يوليو 1999 |
|        | 4      | 22      | 5 أكتوبر 1999  | 23 مايو 2000  |
|        | 5      | 22      | 26 سبتمبر 2000 | 22 مايو 2001  |
|        | 6      | 22      | 2 أكتوبر 2001  | 21 مايو 2002  |
|        | 7      | 22      | 24 سبتمبر 2002 | 20 مايو 2003  |

## جوائز المسلسل
| السنة | المهرجان                                           | الجائزة                                        | الحاصل عليها       |
| ----- | -------------------------------------------------- | ---------------------------------------------- | ------------------ |
| 1998  | مهرجان إيمي                                        | أفضل مكياج في مسلسل                            | تود ماكينتوش       |
| 1998  | مهرجان إيمي                                        | أفضل موسيقى تصويرية في مسلسل درامي             | كريستوف بيك        |
| 1998  | مهرجان أكاديمية الخيال العلمي والخيال والرعب       | أفضل مسلسل                                     | المسلسل            |
| 1999  | مهرجان خيارات المراهقين                            | أفضل ممثلة تلفزيونية                           | سارة ميشيل غيلار   |
| 1999  | مهرجان نقابة الرعب الدولية                         | أفضل مسلسل                                     | المسلسل            |
| 1999  | مهرجان رابطة السينما الصوتية الأمريكية             | أفضل موسيقى تصويرية في مسلسل تلفزيوني          | كيفن باتريك بورنز  |
| 1999  | مهرجان أكاديمية الخيال العلمي والخيال والرعب       | أفضل ممثلة تلفزيونية                           | سارة ميشيل غيلار   |
| 2000  | مهرجان دليل التلفزيون                              | أفضل مسلسل بالنسبة للمراهقين                   | المسلسل            |
| 2000  | مهرجان دليل التلفزيون                              | أفضل مسلسل خيالي                               | المسلسل            |
| 2000  | مهرجان خيارات المراهقين                            | أفضل ممثلة تلفزيونية                           | سارة ميشيل غيلار   |
| 2000  | مهرجان نقابة فناني المكياج ومصففي الشعر في هوليوود | أفضل مكياج في مسلسل                            | تود ماكينتوش       |
| 2001  | مهرجان الممثلين الأطفال                            | أفضل ممثلة طفلة مساندة في مسلسل تلفزيوني درامي | ميشيل تراتشتينبيرغ |
| 2001  | مهرجان أكاديمية الخيال العلمي والخيال والرعب       | أفضل مسلسل                                     | المسلسل            |
| 2001  | مهرجان أكاديمية الخيال العلمي والخيال والرعب       | أفضل ممثل مساند تلفزيوني                       | جيمس مارسترز       |
| 2002  | مهرجان خيارات المراهقين                            | أفضل ممثلة تلفزيونية درامية                    | سارة ميشيل غيلار   |
| 2002  | مهرجان خيارات المراهقين                            | أفضل ممثلة مساندة تلفزيونية                    | أليسن هانيغان      |
| 2002  | مهرجان خيارات الأطفال                              | أفضل بطلة أكشن                                 | سارة ميشيل غيلار   |
| 2002  | مهرجان الملحنين                                    | أفضل موسيقى تصويرية في مسلسل تلفزيوني          | فيرناند بوس        |
| 2002  | مهرجان س.ف.اكس. البريطاني                          | أفضل ممثل كوميدي                               | جيمس مارسترز       |
| 2002  | مهرجان س.ف.اكس. البريطاني                          | أفضل ممثل تلفزيوني                             | جيمس مارسترز       |
| 2002  | مهرجان س.ف.اكس. البريطاني                          | أفضل ممثلة تلفزيونية                           | سارة ميشيل غيلار   |
| 2002  | مهرجان ساتالايت                                    | أفضل مسلسل تلفزيوني                            | المسلسل            |
| 2002  | مهرجان أكاديمية الخيال العلمي والخيال والرعب       | أفضل رجل                                       | جيمس مارسترز       |
| 2002  | مهرجان أكاديمية الخيال العلمي والخيال والرعب       | أفضل مسلسل تلفزيوني                            | المسلسل            |
| 2003  | مهرجان خيارات المراهقين                            | أفضل ممثلة تلفزيونية درامية/أكشن/مغامرات       | سارة ميشيل غيلار   |
| 2003  | مهرجان نقابة فناني المكياج ومصففي الشعر في هوليوود | أفضل مكياج في مسلسل تلفزيوني                   | بيتر مونتاغنا      |
| 2003  | مهرجان أكاديمية الخيال العلمي والخيال والرعب       | أفضل أنثى                                      | إيما كولفيلد       |
| 2003  | مهرجان أكاديمية الخيال العلمي والخيال والرعب       | أفضل ممثلة مساندة في مسلسل تلفزيوني            | أليسن هانيغان      |
| 2004  | مهرجان أكاديمية الخيال العلمي والخيال والرعب       | أفضل ممثل مساند في مسلسل تلفزيوني              | جيمس مارسترز       |
| 2004  | مهرجان رابطة المؤثرات المرئية                      | أفضل مؤثرات مرئية في مسلسل تلفزيوني            | لوني بريستر        |

## وصلات خارجية
- بافي قاتلة مصاصي الدماء على موقع IMDb (الإنجليزية)
- بافي قاتلة مصاصي الدماء على موقع ميتاكريتيك (الإنجليزية)
- بافي قاتلة مصاصي الدماء على موقع الموسوعة البريطانية (الإنجليزية)
- بافي قاتلة مصاصي الدماء على موقع روتن توميتوز (الإنجليزية)
- بافي قاتلة مصاصي الدماء على موقع نتفليكس (الإنجليزية)
- بافي قاتلة مصاصي الدماء على موقع قاعدة بيانات الأفلام العربية
- بافي قاتلة مصاصي الدماء على موقع أول موفي (الإنجليزية)
- بافي قاتلة مصاصي الدماء على موقع فيلمافينيتي (الإسبانية)
- بافي قاتلة مصاصي الدماء على موقع كينوبويسك (الروسية)
- بافي قاتلة مصاصي الدماء على موقع ألو سيني (الفرنسية)

- صفحة المسلسل في IMDb